# Bourmont (Alt Marne)
Bourmont és un municipi francès situat al departament de l'Alt Marne i a la regió del Gran Est. L'any 2007 tenia 552 habitants.

## Fills il·lustres
- Alessandro Nicolás Marchand, músic i musicòleg.

## Demografia

### Població
El 2007 la població de fet de Bourmont era de 552 persones. Hi havia 241 famílies de les quals 103 eren unipersonals (44 homes vivint sols i 59 dones vivint soles), 51 parelles sense fills, 71 parelles amb fills i 16 famílies monoparentals amb fills.
La població ha evolucionat segons el següent gràfic:
Habitants censats

### Habitatges
El 2007 hi havia 319 habitatges, 253 eren l'habitatge principal de la família, 34 eren segones residències i 31 estaven desocupats. 222 eren cases i 63 eren apartaments. Dels 253 habitatges principals, 150 estaven ocupats pels seus propietaris, 88 estaven llogats i ocupats pels llogaters i 16 estaven cedits a títol gratuït; 36 tenien una cambra, 10 en tenien dues, 27 en tenien tres, 50 en tenien quatre i 131 en tenien cinc o més. 171 habitatges disposaven pel capbaix d'una plaça de pàrquing. A 106 habitatges hi havia un automòbil i a 77 n'hi havia dos o més.

### Piràmide de població
La piràmide de població per edats i sexe el 2009 era:
| Homes | Edats   | Dones |
| ----- | ------- | ----- |
| 0     | 95 o +  | 8     |
| 0     | 90 a 94 | 8     |
| 8     | 85 a 89 | 8     |
| 8     | 80 a 84 | 0     |
| 8     | 75 a 79 | 16    |
| 4     | 70 a 74 | 12    |
| 16    | 65 a 69 | 16    |
| 12    | 60 a 64 | 16    |
| 4     | 55 a 59 | 4     |
| 12    | 50 a 54 | 12    |
| 20    | 45 a 49 | 12    |
| 16    | 40 a 44 | 16    |
| 28    | 35 a 39 | 24    |
| 24    | 30 a 34 | 28    |
| 12    | 25 a 29 | 12    |
| 4     | 20 a 24 | 16    |
| 20    | 15 a 19 | 24    |
| 24    | 10 a 14 | 0     |
| 24    | 5 a 9   | 24    |
| 20    | 0 a 4   | 12    |

## Economia
El 2007 la població en edat de treballar era de 312 persones, 242 eren actives i 70 eren inactives. De les 242 persones actives 223 estaven ocupades (119 homes i 104 dones) i 19 estaven aturades (8 homes i 11 dones). De les 70 persones inactives 24 estaven jubilades, 15 estaven estudiant i 31 estaven classificades com a «altres inactius».

### Ingressos
El 2009 a Bourmont hi havia 198 unitats fiscals que integraven 474 persones, la mediana anual d'ingressos fiscals per persona era de 16.683 €.

### Activitats econòmiques
Dels 27 establiments que hi havia el 2007, 1 era d'una empresa extractiva, 1 d'una empresa alimentària, 3 d'empreses de construcció, 6 d'empreses de comerç i reparació d'automòbils, 5 d'empreses de transport, 1 d'una empresa d'hostatgeria i restauració, 2 d'empreses financeres, 2 d'empreses de serveis, 5 d'entitats de l'administració pública i 1 d'una empresa classificada com a «altres activitats de serveis».
Dels 8 establiments de servei als particulars que hi havia el 2009, 1 era una oficina d'administració d'Hisenda pública, 1 gendarmeria, 1 oficina de correu, 1 una oficina bancària, 1 guixaire pintor, 2 lampisteries i 1 perruqueria.
Dels 4 establiments comercials que hi havia el 2009, 1 era una botiga de més de 120 m², 1 una botiga de menys de 120 m², 1 una peixateria i 1 una joieria.
L'any 2000 a Bourmont hi havia 3 explotacions agrícoles.

## Equipaments sanitaris i escolars
L'únic equipament sanitari que hi havia el 2009 era una farmàcia.
El 2009 hi havia una escola elemental. Bourmont disposava d'un col·legi d'educació secundària amb 312 alumnes.

## Poblacions més properes
El següent diagrama mostra les poblacions més properes.